# Юлин, Юхан
Юхан Юлин (26 сентября 1752, Вестерос — 29 мая 1820, Або) — шведский аптекарь, химик и естествоиспытатель. 
В 1766 году начал работать учеником аптекаря, но ввиду частой неплатежеспособности своего отца часто был вынужден работать помощником красильщика, кузнеца и других мастеров. В 1782 году начал работать аптекарем в Нюкарлебю, но с 1783 года поселился в Улеаборге (современный Оулу, где также работал в качестве аптекаря, ведя деятельную борьбу с суевериями местных врачевателей и знахарей, которых в то время было много на территории северной Финляндии.
Вёл активные естественнонаучные исследования, собрал несколько коллекций растений и насекомых; его аптека считалась уважаемым учреждением в городе. В 1791 году стал членом Стокгольмской академии наук. В 1814 году он, продав свою аптеку и получив звание асессора, поселился в Або (современный Турку), где также стал аптекарем. В этом городе он прожил до конца жизни.
Из его многочисленных сочинений и заметок наиболее важными считаются «Försök till upphysning om Uleaborgs klimat» и «Berättelse om den i Kemi solken»; «Osterbotten grasserande pestsjukdom».